# كجيلد كيرك كريستيانسن
كجيلد كيرك كريستيانسن (بالدنماركية: Kjeld Kirk Kristiansen)‏ هو شخصية أعمال ورائد أعمال دنماركي، ولد في 27 ديسمبر 1947 في بيلوند في الدنمارك.

## روابط خارجية
- كجيلد كيرك كريستيانسن على موقع مونزينجر (الألمانية)